# Atesta centroaustralica
Atesta centroaustralica là một loài bọ cánh cứng trong họ Cerambycidae.